# Lester Leaps In
Lester Leaps In ist ein Jazz-Titel von Lester Young. Die auf den Harmonien von George Gershwins I Got Rhythm (1930) basierende Komposition nahm der Tenorsaxophonist erstmals am 5. September 1939 mit den Kansas City Seven auf. Sie wurde zu Lester Youngs Erkennungsmelodie und ist mittlerweile als Jazzstandard zu betrachten.

## Entstehung und erste Aufnahme
Young baute Lester Leaps In auf Gershwins Klassiker I Got Rhythm auf, der Grundlage für eine Reihe von Jazzstandards und -Themen wurde, u. a. von Chu Berry und Charlie Parker. Der Saxophonist hörte zahlreiche Coverversionen Anfang der 1930er-Jahre zu der Zeit, als er seinen persönlichen Stil entwickelte. Er legte über die Harmonien des Gershwin-Songs eine sich loop-artig wiederholende Melodie, die „aus einem geradezu simplen Rhythm'n'Blues oder Jump-Riff“ besteht und Up tempo gespielt wurde.
Das thematische Motiv von Lester Leaps In, das 32 Takte umfasst und die Liedform AABA aufweist, baute Lester Young bereits 1937 im Beginn eines Solos in Shout and Feel It mit dem Count Basie Orchestra ein. Die erste Plattenaufnahme des Titels fand am 5. September 1939 für Vocalion in Septett-Besetzung unter der Bandbezeichnung Count Basie's Kansas City Seven statt, zu denen neben Lester Young Buck Clayton (Trompete), Dicky Wells (Posaune), Count Basie (Piano), Freddie Green (Gitarre), Walter Page (Kontrabass) und Jo Jones (Schlagzeug) gehörten. Dabei spielte er selbst zwei Chorusse, die durch ein Stop-Time-Arrangement dramatisiert werden; anschließend wechseln Basie und er sich alle vier Takte ab.

## Rezeption

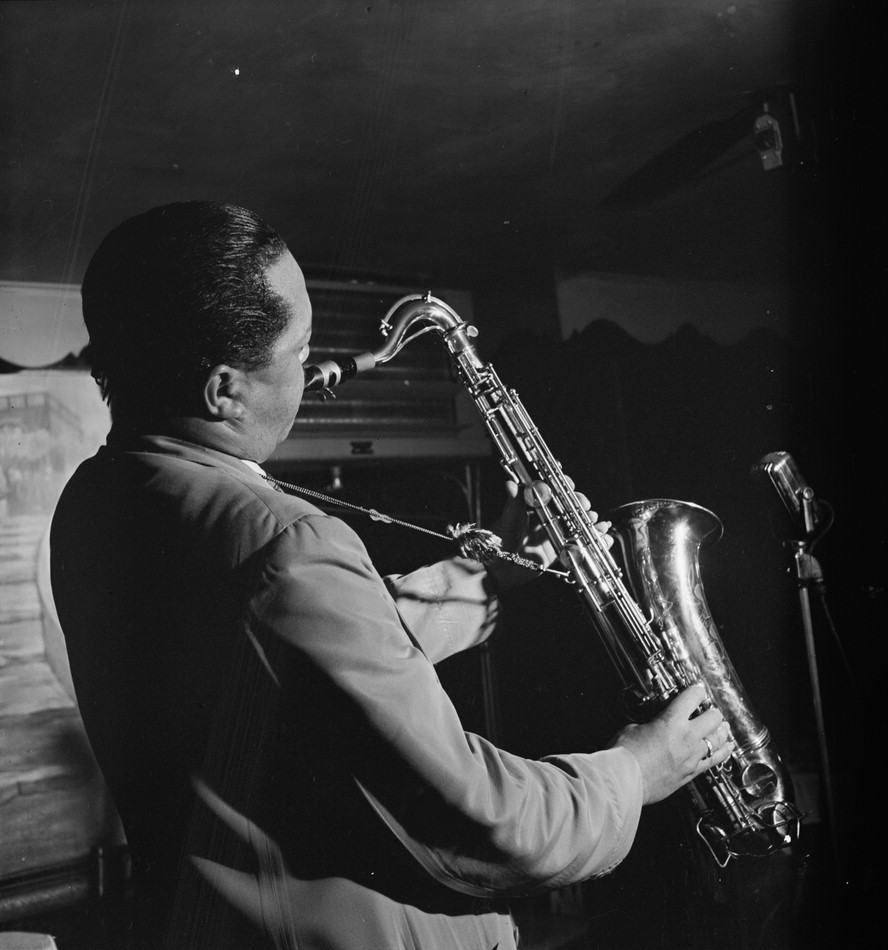
Lester Young, Auftritt im New Yorker Famous Door, ca. September 1946. Fotografie von William P. Gottlieb.

Nach der ersten Einspielung von Lester Leaps In schrieb der Down-Beat-Autor „Barrelhouse Dan“, Young spiele „das ungewöhnlichste und mitreißendste Tenor, das er bislang auf Platte gezeigt hat.“
In seinem Buch A New History of Jazz meinte Alyn Shipton:
„…Numerous commentators...have pointed out that, far from employing the kind of substitute harmonies beloved of [Coleman] Hawkins, Young sought to simplify or reduce the harmonic material in a tune…“. Youngs Solo in Lester Leaps In mit Count Basies Kansas City Seven beinhaltet zahlreiche Beispiele seines Strebens nach Vereinfachung; als gegengesicht zu den sehr minimalistischen Aspekten seines Solos sind da verschiedene geschickt ausgeführte Läufe, Arpeggios und Fills, in denen er sich graziös auf dem Tenor bewegt. […] Es war ein weiteres Verdienst von Youngs melodischer Einstellung zur Improvisation, „dass er Rhythmus in einem gänzlich unterschiedlichen Weg anpackte als Hawkins. Wo Hawkins dazu neigte, steigende und abfallende Pattern von Achtelnoten zu konstruieren und sich berufend auf harmonische Komplexität damit Interesse zu schaffen, wimmelt es in Youngs Solo in ‚Lester Leaps In‘ an rhythmischer Variation. Einige Phrasen beginnen exakt auf dem Beat; andere sind mit einer Achtel- oder Viertelnote verzögert. Wenn ein Motiv wiederholt wird, ist es meist unterschiedlich über dem begleitenden Beat bei jeder Wiederholung platziert, manchmal mit einer Minute Verzögerung des Vorgriffs.“
Der Young-Biograf Douglas Henry Daniels schrieb über den Song und die Originalversion:
„Mit der Komposition stellte er seine beachtlichen Talente heraus, und seine Breaks und Stop-Time-Chorusse halten die Grundsätze rhythmischer Variation und Überraschung wach – Elemente, von denen schon Jelly Roll Morton behauptete, sie seien der wesentliche Inhalt von gutem Jazz. Call and Response hält die Nummer zusammen, bei der der eröffnende Riff zunächst von Stille und dann von einem subtilen Piano beantwortet wird. Der Riff selbst besteht aus synkopierten Noten, die sich mit Stillephasen abwechseln, was den Downbeat ausmacht; dessen erheblich rhythmisches Motiv erinnert an das Schlagzeug, welches das erste Instrument des Saxophonisten war.“<

## Zitation des Motivs
Lester Young baute bei seinen Auftritten das Motiv von Lester Leaps In in weitere Titel ein, so in den Beginn seines Solos in Exactly Like You, außerdem in Poundcake, Blues in C, Lavender Blue und Lester's European Blues. Andere Musiker folgten diesem Beispiel, wie Sweets Edison in der Basie-Aufnahme Easy Does It (Columbia, 1940).
In späteren Jahren erwiesen zahlreiche Musiker mit dem Zitat Lester Young ihre Reverenz, so Gene Ammons in Woofin’ and Tweetin’ und in seiner Eigenkomposition Juggernaut. Dexter Gordon, der „Pres“ bewunderte, tat dies 1952 am Beginn seines Solos in The Steeplechase, ebenso Wardell Gray in Jackie (1952 mit Hampton Hawes) und Sonny Stitt am Ende von P.S. I Love You (Prestige, 1951). Der Perkussionist Patato Valdez nahm dieselben Rhythmen in sein Yo Tengo Titmo auf.

## Weitere Aufnahmen
Young spielte Lester Leaps In 1946 ein weiteres Mal ein, diesmal mit dem eigenen Quintett. Dabei verharrte er zunächst auf dem Grundton, den er einem rhythmischen Stakkato aussetzte. „Sein vibratoloser Ton ist dabei von einer Lässigkeit und spröden Eleganz, die viele Cool-Musiker beeindruckt und geprägt hat.“ Er nahm sein Paradestück auch weiterhin auf, u. a. mit Nat King Cole, Jesse Drakes und John Lewis, zuletzt mit der Basie-Band auf dem Newport Jazz Festival 1957.
Youngs „phänomenale Einspielungen und das handliche Thema“ machten das Stück „für Jahrzehnte zum Vehikel für unzählige Improvisatoren des Jazz.“Dabei reicht das Spektrum „vom verschmitzt-lässigen Pianotrio eines Nat King Cole bis zur weisen Abgeklärtheit eines Von Freeman.“ Basie behielt den Song ständig im Repertoire seiner Band und nahm ihn bis 1982 noch mehrfach auf. Bereits 1949 verwendeten Young, Charlie Parker und Flip Phillips das Stück, um daran in einer Session bei Jazz at the Philharmonic in der Carnegie Hall ihre Kräfte zu messen,  das auch später als Vehikel für schnelle Improvisationen diente. Parker, der Lester Leaps In nie im Studio einspielte, verwendete das Thema 1952 im Rockland Palace (Bird Is Free) für eines seiner erregendsten und schnellsten Soli. In gleicher Weise verwendeten Johnny Griffin und Eddie Lockjaw Davis das Thema 1984 bei einer Saxophon-Battle im Jazzhus Montmartre und Houston Person und Teddy Edwards 1994.
Gil Evans baute mit dem Thema 1958 in New Bottle, Old Wine eine Vorlage für Cannonball Adderley. Eddie Lockjaw Davis nutzte Lester Leaps In 1959 mit dem Saxophon-Ensemble Very Sax. Weitere Einspielungen aus den 1950er-Jahren stammen von Harry Babasin/Red Norvo, Earl Bostic, Don Byas,  Kurt Edelhagen, Slide Hampton, Budd Johnson, Quincy Jones, Lee Konitz, Erwin Lehn, Oscar Peterson, Gérard „Dave“ Pochonet, Ronnie Scott, Tony Scott und Clark Terry.
Das Saxophonquartett Roots nahm das Stück zweimal auf, 1992 und 1995. James Carter kombinierte es 1995 (gemeinsam mit Harry Sweets Edison) mit dem Hochzeitsmarsch aus Lohengrin. In den Jahren nach 2000 entstanden außerdem Aufnahmen von Monty Alexander, Wycliffe Gordon, Bucky Pizzarelli, Scott Hamilton, Johnny Frigo, Ray Brown und Harry Allen. Der Diskograf Tom Lord listet 290 Versionen des Titels.

### Textfassung
Der Vocalese-Pionier Eddie Jefferson schrieb einen Songtext für Lester Leaps In und nannte ihn I Got the Blues; er nahm ihn ab 1952 mehrfach auf – auch mit James Moody (1955). Ella Fitzgerald trat 1957 mit einer Scat-Version des Titels auf. Zuletzt hat 2008 Virginie Teychene diese Version des Young-Stücks eingespielt.

## Würdigung
Nach Ansicht des Young-Biografen Douglas Daniel ist Lester Leaps In „nicht bloß das Markenzeichen von Lester Young und ein Standard der Swingära; er ist auch ein typisches Beispiel für den Austausch, der zwischen den Traditionen des Jazz und der populären Musik stattfand, wobei beide sich gegenseitig in einem ständigen Kreislauf der (Wieder)-Inbesitznahme beeinflussten, was das Herzstück der afroamerikanischen Kultur ausmacht. Anders gesagt, der afroamerikanische Swingstil regenerierte, erneuerte und bearbeitete rhythmische Motive und Pentatonik, die sich der russisch-amerikanische Komponist Gershwin entlehnt hatte“.